# Les Premiers-Sapins
Les Premiers-Sapins é uma comuna francesa na região administrativa da Borgonha-Franco-Condado, no departamento de Doubs. Estende-se por uma área de 52.03 km². Em 2010 a comuna tinha 1 582 habitantes (densidade: 30,4 hab./km²).
Foi criada em 1 de janeiro de 2016, a partir da fusão das antigas comunas de Athose, Chasnans, Hautepierre-le-Châtelet, Nods, Rantechaux e Vanclans.